# Yusuke Omi
Yusuke Omi (Tòquio, Japó, 26 de desembre de 1946) és un futbolista japonès que disputà cinc partits amb la selecció japonesa.